# براد فيلد
براد فيلد (بالإنجليزية: Brad Feld) هو رائد أعمال أمريكي، ولد في 1 ديسمبر 1965.